# 5448 Siebold
För andra betydelser, se Siebold (olika betydelser).
5448 Siebold eller 1992 SP är en asteroid i huvudbältet, som upptäcktes den 26 september 1992 av den japanske amatörastronomen Atsushi Sugie i Dynic-observatoriet. Den är uppkallad efter  tysken Philipp Franz von Siebold.
Asteroiden har en diameter på ungefär 6 kilometer.